# Miyu Yamamoto
Miyu Yamamoto –en japonés: 山本美憂, Yamamoto Miyu– (Yokohama, 4 de agosto de 1974) es una deportista japonesa que compitió en lucha libre. Ganó cuatro medallas en el Campeonato Mundial de Lucha entre los años 1991 y 1998.

## Palmarés internacional
| Campeonato Mundial | Campeonato Mundial | Campeonato Mundial | Campeonato Mundial |
| Año                | Lugar              | Medalla            | Categoría          |
| ------------------ | ------------------ | ------------------ | ------------------ |
| 1991               | Tokio (Japón)      | Medalla de oro     | 47 kg              |
| 1994               | Sofía (Bulgaria)   | Medalla de oro     | 50 kg              |
| 1995               | Moscú (Rusia)      | Medalla de oro     | 47 kg              |
| 1998               | Poznań (Polonia)   | Medalla de plata   | 46 kg              |